# Terazawa (Klan)

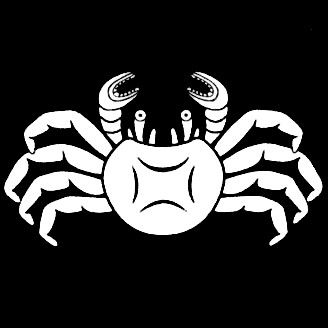
Wappen der Terazawa

Die Terazawa (japanisch 寺沢氏, Terazawa-shi) waren eine Familie des japanischen Schwertadels (Buke), die sich von Ki no Haseo (紀長谷雄, 845–912) ableitete.

## Genealogie
- Hirotaka (広高; 1563–1633), der auch Masanari genannt wurde, diente Toyotomi Hideyoshi, der ihm nach dem Kyūshū-Feldzug 1587  Karatsu in der Provinz Hizen mit 80.000 Koku übertrug. Er war Gouverneur von Nagasaki und nahm am Korea-Feldzug teil. Im Jahr 1600 kämpfte er auf der Seite Tokugawa Ieyasus und wurde dafür mit den Amakusa-Inseln belohnt. Verbunden damit war eine Erhöhung seines Einkommens auf 120.000 Koku. Hirotaka wurde 1596 getauft, aber als die Anweisung zur Christenverfolgung kam, widerrief er und beteiligte sich an der Verfolgung.
- Katataka (堅高, 1609–1647), Hiratakas Sohn, rief durch seine tyrannische Herrschaft den Shimabara-Aufstand hervor. Der Aufstand wurde mit Mühe schließlich unterdrückt, Katataka wurde 1638 abgesetzt. Später wurde er geisteskrank und starb durch Suizid in einem Tempel in Edo. Damit endeten die Terazawa als Daimyō.